# Olympische Sommerspiele 1996/Gewichtheben
Bei den XXVI. Olympischen Sommerspielen 1996 in Atlanta fanden zehn Wettbewerbe im Gewichtheben statt. Austragungsort war die Halle E im Georgia World Congress Center. Die Gewichtsklassen wurden um 1 bis 4 kg angepasst; dies waren die ersten Änderungen an den olympischen Gewichtsklassen seit ihrer Einführung im Jahr 1920.

## Bilanz

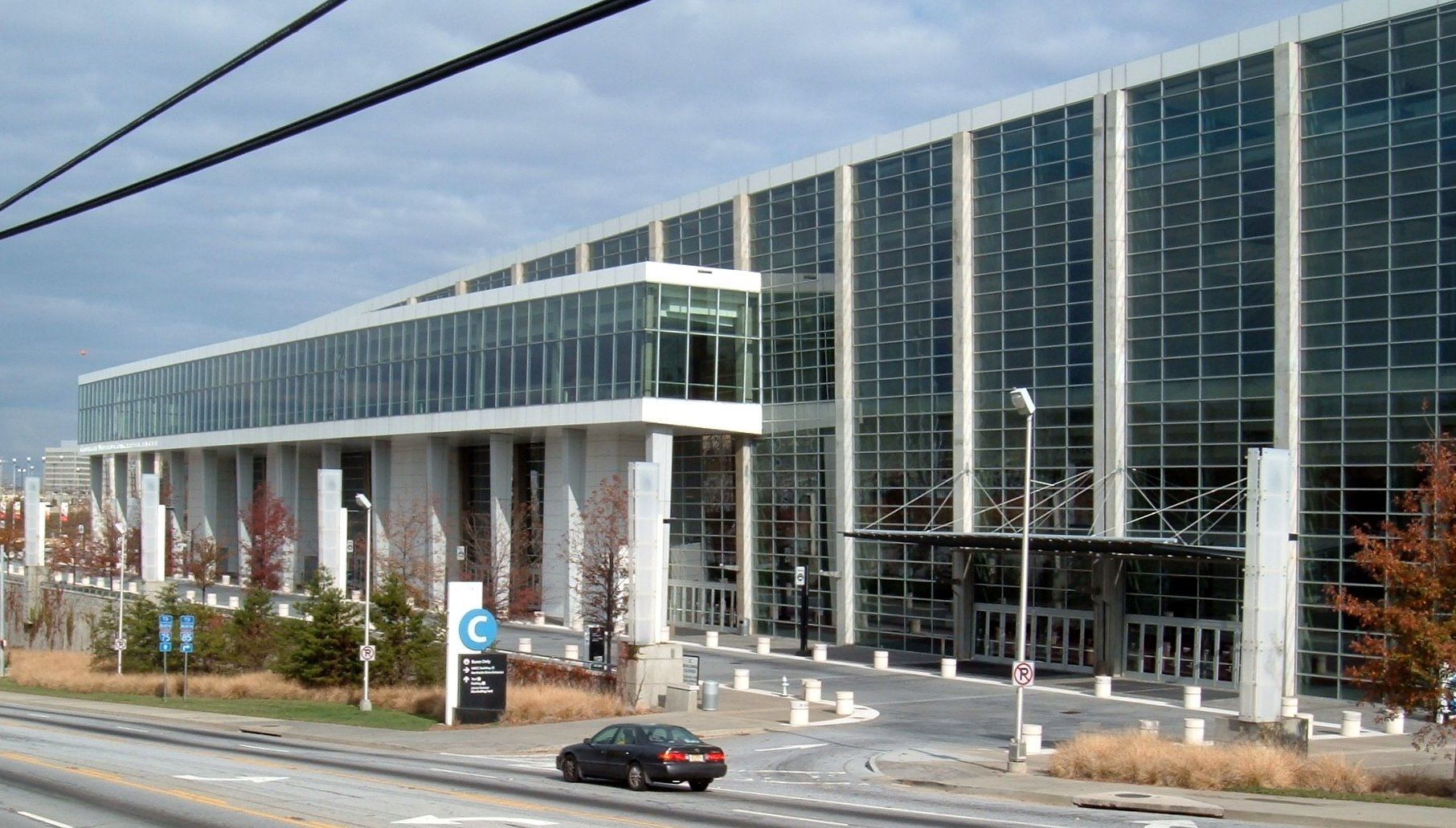
Georgia World Congress Center

### Medaillenspiegel
| Platz | Land         | Gold | Silber | Bronze | Gesamt |
| ----- | ------------ | ---- | ------ | ------ | ------ |
| 1     | Griechenland | 2    | 3      | –      | 5      |
| 2     | China        | 2    | 1      | 1      | 4      |
| 3     | Russland     | 2    | 1      | –      | 3      |
| 4     | Türkei       | 2    | –      | –      | 2      |
| 5     | Ukraine      | 1    | –      | 1      | 2      |
| 6     | Kuba         | 1    | –      | –      | 1      |
| 7     | Deutschland  | –    | 2      | 1      | 3      |
| 8     | Bulgarien    | –    | 1      | 2      | 3      |
| 9     | Nordkorea    | –    | 1      | 1      | 2      |
| 10    | Kasachstan   | –    | 1      | –      | 1      |
| 11    | Australien   | –    | –      | 1      | 1      |
| 11    | Polen        | –    | –      | 1      | 1      |
| 11    | Rumänien     | –    | –      | 1      | 1      |
| 11    | Ungarn       | –    | –      | 1      | 1      |

### Medaillengewinner
| Konkurrenz          | Gold                 | Silber            | Bronze             |
| ------------------- | -------------------- | ----------------- | ------------------ |
| Fliegengewicht      | Halil Mutlu          | Zhang Xiangsen    | Sewdalin Mintschew |
| Bantamgewicht       | Tang Lingsheng       | Leonidas Sampanis | Nikolai Peschalow  |
| Federgewicht        | Naim Süleymanoğlu    | Valerios Leonidis | Xiao Jiangang      |
| Leichtgewicht       | Zhan Xugang          | Kim Myong-nam     | Attila Feri        |
| Mittelgewicht       | Pablo Lara           | Joto Jotow        | Jon Chol-ho        |
| Leichtschwergewicht | Pyrros Dimas         | Marc Huster       | Andrzej Cofalik    |
| Mittelschwergewicht | Alexei Petrow        | Leonidas Kokas    | Oliver Caruso      |
| 1. Schwergewicht    | Akakios Kachiasvilis | Anatoli Chrapaty  | Denys Hotfrid      |
| 2. Schwergewicht    | Tymur Tajmasow       | Sergei Syrzow     | Nicu Vlad          |
| Superschwergewicht  | Andrei Tschemerkin   | Ronny Weller      | Stefan Botew       |

## Ergebnisse

### Fliegengewicht (bis 54 kg)
| Platz | Land | Sportler              | Reißen (kg) | Stoßen (kg) | Gesamt (kg) |
| ----- | ---- | --------------------- | ----------- | ----------- | ----------- |
| 1     | TUR  | Halil Mutlu           | 132,5 (WR)  | 155,0       | 287,5 (OR)  |
| 2     | CHN  | Zhang Xiangsen        | 130,0       | 150,0       | 280,0       |
| 3     | BUL  | Sewdalin Mintschew    | 125,0       | 152,5       | 277,5       |
| 4     | CHN  | Lan Shizhang          | 125,0       | 150,0       | 275,0       |
| 5     | ROM  | Traian Cihărean       | 120,0       | 145,0       | 265,0       |
| 6     | BUL  | Iwan Iwanow           | 112,5       | 145,0       | 257,5       |
| 7     | KOR  | Ko Kwang-ku           | 115,0       | 140,0       | 255,0       |
| 8     | COL  | Juan Carlos Fernández | 110,0       | 145,0       | 255,0       |
| 9     | TPE  | Wang Shin-yuan        | 105,0       | 145,0       | 250,0       |
| 10    | JPN  | Toshiyuki Notomi      | 110,0       | 140,0       | 250,0       |

Datum: 20. Juli 1996

22 Teilnehmer aus 19 Ländern

### Bantamgewicht (bis 59 kg)
| Platz | Land | Sportler          | Reißen (kg) | Stoßen (kg) | Gesamt (kg) |
| ----- | ---- | ----------------- | ----------- | ----------- | ----------- |
| 1     | CHN  | Tang Lingsheng    | 137,5       | 170,0       | 307,5       |
| 2     | GRE  | Leonidas Sampanis | 137,5       | 167,5       | 305,0       |
| 3     | BUL  | Nikolai Peschalow | 137,5       | 165,0       | 302,5       |
| 4     | JPN  | Hiroshi Ikehata   | 132,5       | 165,0       | 297,5       |
| 5     | CUB  | William Vargas    | 135,0       | 162,5       | 297,5       |
| 6     | CHN  | Xu Dong           | 132,5       | 162,5       | 295,0       |
| 7     | AUS  | Yurik Sarkisian   | 125,0       | 155,0       | 280,0       |
| 8     | HUN  | Zoltán Farkas     | 130,0       | 150,0       | 280,0       |
| 9     | USA  | Bryan Jacob       | 122,5       | 150,0       | 272,5       |
| 10    | CZE  | Petr Stanislav    | 112,5       | 142,5       | 255,0       |

Datum: 21. Juli 1996

20 Teilnehmer aus 19 Ländern

### Federgewicht (bis 64 kg)
| Platz | Land | Sportler          | Reißen (kg) | Stoßen (kg) | Gesamt (kg) |
| ----- | ---- | ----------------- | ----------- | ----------- | ----------- |
| 1     | TUR  | Naim Süleymanoğlu | 147,5       | 187,5       | 335,0       |
| 2     | GRE  | Valerios Leonidis | 145,0       | 187,5       | 332,5       |
| 3     | CHN  | Xiao Jiangang     | 145,0       | 177,5       | 322,5       |
| 4     | GRE  | Georgios Tzelilis | 145,0       | 177,5       | 322,5       |
| 5     | HUN  | Adrián Popa       | 135,0       | 172,5       | 307,5       |
| 6     | BUL  | Ilian Iliew       | 142,5       | 162,5       | 305,0       |
| 7     | TUR  | Mücahit Yağci     | 135,0       | 167,5       | 302,5       |
| 8     | HUN  | Zoltán Kecskés    | 135,0       | 167,5       | 302,5       |
| 9     | BUL  | Petar Petrow      | 140,0       | 160,0       | 300,0       |
| 10    | JPN  | Yoshihisa Miyaji  | 140,0       | 157,5       | 297,5       |

Datum: 22. Juli 1996

36 Teilnehmer aus 26 Ländern

### Leichtgewicht (bis 70 kg)
| Platz | Land | Sportler               | Reißen (kg) | Stoßen (kg) | Gesamt (kg) |
| ----- | ---- | ---------------------- | ----------- | ----------- | ----------- |
| 1     | CHN  | Zhan Xugang            | 162,5       | 195,0       | 357,5       |
| 2     | PRK  | Kim Myong-nam          | 160,0       | 185,0       | 345,0       |
| 3     | HUN  | Attila Feri            | 152,5       | 187,5       | 340,0       |
| 4     | BUL  | Plamen Scheljaskow     | 155,0       | 180,0       | 335,0       |
| 5     | ALG  | Abdel Manaane Yahiaoui | 150,0       | 185,0       | 335,0       |
| 6     | ARM  | Israjel Militosjan     | 152,5       | 182,5       | 335,0       |
| 7     | CHN  | Wan Jianhui            | 152,5       | 180,0       | 332,5       |
| 8     | CUB  | Idalberto Aranda       | 145,0       | 187,5       | 332,5       |
| 9     | BUL  | Zlatan Wasilew         | 150,0       | 180,0       | 330,0       |
| 10    | GER  | Andreas Behm           | 147,5       | 180,0       | 327,5       |

Datum: 23. Juli 1996

27 Teilnehmer aus 22 Ländern

### Mittelgewicht (bis 76 kg)
| Platz | Land | Sportler             | Reißen (kg) | Stoßen (kg) | Gesamt (kg) |
| ----- | ---- | -------------------- | ----------- | ----------- | ----------- |
| 1     | CUB  | Pablo Lara           | 162,5       | 200,0       | 362,5       |
| 2     | BUL  | Joto Jotow           | 160,0       | 200,0       | 360,0       |
| 3     | PRK  | Jon Chol-ho          | 162,5       | 195,0       | 357,5       |
| 4     | GRE  | Viktor Mitrou        | 162,0       | 195,0       | 357,5       |
| 5     | CHN  | Lin Shoufeng         | 157,5       | 195,0       | 352,5       |
| 6     | GER  | Ingo Steinhöfel      | 160,0       | 187,5       | 347,5       |
| 7     | RUS  | Sergei Filimonow     | 160,0       | 185,0       | 345,0       |
| 8     | ARM  | Howhannes Barseghjan | 155,0       | 190,0       | 345,0       |
| 9     | BLR  | Leanid Lobatschou    | 160,0       | 182,5       | 342,5       |
| 10    | GER  | Andrey Poitschke     | 155,0       | 180,0       | 335,0       |

Datum: 24. Juli 1996

24 Teilnehmer aus 21 Ländern

### Halbschwergewicht (bis 83 kg)
| Platz | Land | Sportler             | Reißen (kg) | Stoßen (kg) | Gesamt (kg) |
| ----- | ---- | -------------------- | ----------- | ----------- | ----------- |
| 1     | GRE  | Pyrros Dimas         | 180,0       | 212,5       | 392,5       |
| 2     | GER  | Marc Huster          | 170,0       | 212,5       | 382,5       |
| 3     | POL  | Andrzej Cofalik      | 170,0       | 202,5       | 372,5       |
| 4     | AUS  | Kiril Kounev         | 170,0       | 200,0       | 370,0       |
| 5     | MDA  | Vadim Vacarciuc      | 165,0       | 202,5       | 367,5       |
| 6     | ARM  | Sergo Tschachojan    | 170,0       | 195,0       | 365,0       |
| 7     | TUR  | Dursun Sevinc        | 165,0       | 197,5       | 362,5       |
| 8     | BUL  | Krastu Milew         | 160,0       | 200,0       | 360,0       |
| 9     | GEO  | Bidsina Mikiaschwili | 160,0       | 200,0       | 360,0       |
| 10    | KAZ  | Rischat Mansurow     | 155,0       | 182,5       | 337,5       |

Datum: 26. Juli 1996

20 Teilnehmer aus 18 Ländern
Marc Huster gelang mit 213,5 kg im Stoßen ein Weltrekord, der aber nicht in die offizielle Wertung einging, da laut olympischem Reglement nur Steigerungen von 2,5 kg für den Zweikampf zugelassen waren. Als offizieller Weltrekord wurden die 213,5 kg aber dennoch anerkannt.

### Mittelschwergewicht (bis 91 kg)
| Platz | Land | Sportler                | Reißen (kg) | Stoßen (kg) | Gesamt (kg) |
| ----- | ---- | ----------------------- | ----------- | ----------- | ----------- |
| 1     | RUS  | Alexei Petrow           | 187,5       | 215,0       | 402,5       |
| 2     | GRE  | Leonidas Kokas          | 175,0       | 215,0       | 390,0       |
| 3     | GER  | Oliver Caruso           | 175,0       | 215,0       | 390,0       |
| 4     | TUR  | Sunay Bulut             | 177,5       | 212,5       | 390,0       |
| 5     | RUS  | Igor Alexejew           | 182,5       | 205,0       | 387,5       |
| 6     | CUB  | Carlos Alexis Hernández | 175,0       | 207,5       | 382,5       |
| 7     | UKR  | Oleh Tschumak           | 167,5       | 212,5       | 380,0       |
| 8     | BUL  | Plamen Bratojtschew     | 175,0       | 205,0       | 380,0       |
| 9     | VEN  | Julio Luna              | 165,0       | 210,0       | 375,0       |
| 10    | SVK  | Martin Tešovič          | 162,5       | 210,0       | 372,5       |

Datum: 27. Juli 1996

25 Teilnehmer aus 22 Ländern

### 1. Schwergewicht (bis 99 kg)
| Platz | Land | Sportler                | Reißen (kg) | Stoßen (kg) | Gesamt (kg) |
| ----- | ---- | ----------------------- | ----------- | ----------- | ----------- |
| 1     | GRE  | Akakios Kachiasvilis    | 185,0       | 235,0       | 420,0       |
| 2     | KAZ  | Anatoli Chrapaty        | 187,5       | 222,5       | 410,0       |
| 3     | UKR  | Denys Hotfrid           | 187,5       | 215,0       | 402,5       |
| 4     | UKR  | Stanislaw Rybaltschenko | 182,5       | 212,5       | 395,0       |
| 5     | RUS  | Wjatscheslaw Rubin      | 175,0       | 215,0       | 390,0       |
| 6     | RUS  | Dmitri Smirnow          | 175,0       | 215,0       | 390,0       |
| 7     | GER  | Igor Sadykov            | 177,5       | 207,5       | 385,0       |
| 8     | ARM  | Aghwan Grigorjan        | 175,0       | 205,0       | 380,0       |
| 9     | BLR  | Aleh Tschiriza          | 172,5       | 207,5       | 380,0       |
| 10    | KOR  | Choi Dong-kil           | 165,0       | 207,5       | 372,5       |

Datum: 28. Juli 1996

28 Teilnehmer aus 25 Ländern

### 2. Schwergewicht (bis 108 kg)
| Platz | Land | Sportler              | Reißen (kg) | Stoßen (kg) | Gesamt (kg) |
| ----- | ---- | --------------------- | ----------- | ----------- | ----------- |
| 1     | UKR  | Tymur Tajmasow        | 195,0       | 235,0       | 430,0       |
| 2     | RUS  | Sergei Syrzow         | 195,0       | 225,0       | 420,0       |
| 3     | ROM  | Nicu Vlad             | 197,5       | 222,5       | 420,0       |
| 4     | BLR  | Uladsimir Jemjaljanau | 187,5       | 220,0       | 407,5       |
| 5     | CHN  | Cui Wenhua            | 190,0       | 215,0       | 405,0       |
| 6     | USA  | Wesley Barnett        | 175,0       | 220,0       | 395,0       |
| 7     | ARM  | Ara Wardanjan         | 180,0       | 215,0       | 395,0       |
| 8     | POL  | Dariusz Osuch         | 177,5       | 215,0       | 392,5       |
| 9     | GER  | Mario Kalinke         | 177,5       | 212,5       | 390,0       |
| 10    | LAT  | Viktors Ščerbatihs    | 177,5       | 212,5       | 390,0       |
| 11    | GER  | Dimitri Prochorow     | 175,0       | 215,0       | 390,0       |

Datum: 29. Juli 1996

23 Teilnehmer aus 18 Ländern

### Superschwergewicht (über 108 kg)
| Platz | Land | Sportler               | Reißen (kg) | Stoßen (kg) | Gesamt (kg) |
| ----- | ---- | ---------------------- | ----------- | ----------- | ----------- |
| 1     | RUS  | Andrei Tschemerkin     | 197,5       | 260,0       | 457,5       |
| 2     | GER  | Ronny Weller           | 200,0       | 255,0       | 455,0       |
| 3     | AUS  | Stefan Botew           | 200,0       | 250,0       | 450,0       |
| 4     | KOR  | Kim Tae-hyun           | 190,0       | 247,5       | 437,5       |
| 5     | BLR  | Aljaksandr Kurlowitsch | 195,0       | 230,0       | 425,0       |
| 6     | GER  | Manfred Nerlinger      | 185,0       | 237,5       | 422,5       |
| 7     | GRE  | Pavlos Saltsidis       | 185,0       | 235,0       | 420,0       |
| 8     | HUN  | Tibor Stark            | 187,5       | 227,5       | 415,0       |
| 9     | LAT  | Raimonds Bergmanis     | 177,5       | 225,0       | 402,5       |
| 10    | NOR  | Stian Grimseth         | 180,0       | 220,0       | 400,0       |

Datum: 30. Juli 1996

18 Teilnehmer aus 15 Ländern